# Star Fox (серія)
Star Fox (яп. スターフォックス) — серія відеоігор в жанрі екшн-шутера і пригодницького бойовика, створена Шіґеру Міямото і видана компанією Nintendo. Сюжет відеоігор розповідає про бойовий загін антропоморфних тварин Star Fox на чолі з головним героєм лисом Фоксом МакКлаудом. Події усіх серій розгортаються у відкритому космосі, у вигаданій планетарній системі Лайлат з головною центральною планетою Корнерія. Окрім основної серії ігор франшиза також охоплює серію коміксів.
У країнах регіону PAL через проблеми з німецькою компанією StarVox ігри Star Fox і Star Fox 64 виходили під назвами Starwing і Lylat Wars відповідно. Перед виходом Star Fox Adventures компанія Nintendo викупила усі права, тому наступні ігри вже виходили в усьому світі під єдиною назвою.

## Сюжет
Головний герой Фокс МакКлауд після смерті свого батька Джеймса очолює загін найманців Star Fox, що працюють на уряд планети Корнерія. Основна мета команди — покласти край тиранії злого імператора Андросса. Загін складається з зайця Пеппі Гейра, яструба Фалько Ломбарді, ропухи Сліппі Тоада і корабельного робота РОБ64. Згодом до команди приєднується лисиця-телепат Крістал. Ще один учасник свиня Пігма Денгар згодом зраджує команду і переходить на бік Андросса.

## Геймплей
Оригінальна гра вийшла 1993 року на платформі SNES в жанрі рейкового шутера від третьої особи, але з часом розробники додали в серію більше елементів екшену. Наприклад Star Fox Adventures — вже пригодницький бойовик в стилі The Legend of Zelda.